# Дієго Орландо Суарес Сауседо
Дієго Орландо Суарес Сауседо (ісп. Diego Orlando Suárez Saucedo; нар. 7 жовтня 1992, Санта-Ана-де-Якума), більш відомий як Дієго Суарес — болівійський футболіст, що грав на позиції півзахисника. Гравець юнацької та молодіжної збірних Болівії. 

## Біографія
Дієго Суарес народився 7 жовтня 1992 року в болівійському місті Санта-Ана-де-Якума.
За прикладом своїх старших братів Дієго записався у футбольну академію одного з провідних клубів країни — «Блумінга» з міста Санта-Круз.
У віці 13 років на Суареса звернули увагу наставники першої клубної команди і після недовгих тренувань з основним складом довірили йому місце на полі в Кубку Лібертадорес проти бразильського «Сантоса». Суарес зіграв у віці 14 років і 3 місяців, ставши наймолодшим футболістом за всю історію турніру. У дебютному для себе матчі юний болівієць грав на фланзі проти знаменитого півзахисника збірної Бразилії Зе Роберту.
Настільки ранній дебют Суареса не залишився непоміченим в Європі і незабаром в гонку за підписання перспективного юнака включився ряд клубів Старого Світу, яку виграло київське «Динамо». Основні складнощі виникли через неможливість укладення контракту з іноземцем, який не досяг вісімнадцятирічного віку. Кілька місяців Дієго Суарес перебував на оглядинах, після чого в українську столицю прибув його батько. Клуб забезпечив Фредді Суареса роботою, житлом та іншими благами, запропонувавши перебратися жити до Києва разом із сином.
Разом з Дієго і його батьком в Україну приїхав тренер Гільєрмо Альваро Пенья, який працював тренером в академії «Блумінга», де і взяв під опіку Дієго Суареса.
З початку 2008 року Суарес виступав у другій динамівській команді, періодично залучаючись до матчів молодіжної команди клубу. Дебютував за «Динамо-2» 20 липня 2008 року у матчі Першої ліги України проти «Севастополя», вийшовши на заміну на 46-й хвилині матчу замість Дениса Гармаша.
У січні 2014 року на правах оренди до кінця сезону повернувся в рідний «Блумінг». В червні того ж року термін оренди сплив і гравець знову приїхав до Києва, де ще два роки виступав за другу команду киян, так і не зігравши за основну команду жодного матчу за 8 років перебування в Україні.
Першу половину 2016 року Суарес пробув без клубу, в червні підписавши контракт з «Орієнте Петролеро». Дебютував 2 червня 2017 року у матчі Копа Судамерикана проти «Депортіво Куенка». Втім, за два з половиною роки в клубі Дієго провів на полі лише 204 хвилини, зігравши у трьох матчах та не відзначившись результативними діями. 
В 2019 році перейшов до лав «Депортіво Сан-Хосе», проте жодного разу не зіграв і, пробувши у клубі рік, покинув його. 
З січня 2020 року перебуває без клубу.

### Збірна
Виступав за юнацьку збірну Болівії.
2009 року у віці 16 років був включений до складу молодіжної збірної Болівії на молодіжний чемпіонат Південної Америки, після чого продовжив залучатися до ігор цієї збірної.